# Halsschmerzen
Halsschmerzen sind ein häufig auftretendes Symptom bei krankhaften Veränderungen im Hals-, Mund- und Rachenraum. Bis zu 5 % der Patienten beim Kinderarzt klagen über Halsschmerzen, in einer allgemeinmedizinischen Praxis werden im Durchschnitt zwei Patienten pro Woche aufgrund von Halsschmerzen behandelt. Der wichtigste Schritt ist die Unterscheidung zwischen einer mit Antibiotika zu behandelnden bakteriellen Erkrankung von anderen Ursachen.
Der Schmerz im Rahmen einer Entzündung entsteht durch eine Ausschüttung von Schmerzbotenstoffen (Prostaglandin E2, Prostaglandin I2, Bradykinin und andere Kininen) und Zytokinen (Tumor-Nekrose-Faktor), die durch eine Aktivierung von Immunzellen freigesetzt werden (siehe Entzündung). Zu anderen Ursachen der Schmerzentstehung siehe Schmerzentstehung.

## Halsschmerzen ohne Pharyngitis
Im Kopf-/Hals-Bereich können auch Otitis, Sinusitis, Speicheldrüseninfektionen, Zahnaffektionen, Thyreoiditis, Halsmuskelverspannungen, Glossopharyngeusneuralgie, retropharyngealer Abszess, Epiglottitis oder auch geschwollene Halslymphknoten Ursache der Beschwerden sein. Auch mediastinale Erkrankungen können Halsschmerzen auslösen, z. B.: Angina Pectoris, thorakales Aortenaneurysma, Mediastinitis, Pneumomediastinum und Ösophagitis. Auch systemische Erkrankungen wie Leukämie, Agranulozytose, Röteln, Mykoplasmen-Pneumonie können eine Ursache sein.

## Ursachen für eine Pharyngitis
Oft ist die Ursache von Halsschmerzen ein entzündeter Rachen (Pharyngitis). Die Entzündung kann durch Bakterien, Viren, andere Erreger oder physikalische Noxen ausgelöst werden. Häufige Ursachen sind Streptokokken Gruppe A, Epstein-Barr-Virus und Tabak.
Die Streptokokkenangina findet sich vor allem bei Kindern zwischen 5 und 15 Jahren, die Infektion erfolgt über eine Tröpfcheninfektion. Nach der Inkubationszeit von 2 bis 4 Tagen entstehen Halsschmerzen und Schluckbeschwerden, meist in Kombination mit Fieber über 38 °C und einer Schwellung der Halslymphknoten. Bei Symptomen einer allgemeinen Erkältung wie Husten, Schnupfen und Heiserkeit kann eher von einer viralen Ursache ausgegangen werden.

## Sonstige Bedeutungen
Wenn ein Offizier der Wehrmacht im Zweiten Weltkrieg sich unbedingt das (um den Hals getragene) Ritterkreuz verdienen wollte und daher auf Kosten der von ihm geführten Truppe besonders riskante Unternehmen befahl, litt er im Soldatenjargon unter „Halsschmerzen“.